# Lucky Town (Film)
Lucky Town (Luckytown) ist ein US-amerikanischer Thriller aus dem Jahr 2000. Regie führte Paul Nicholas, das Drehbuch schrieb Brendan Beseth.

## Handlung
Lidda Doyles wächst in einer Kleinstadt in Südkalifornien ohne ihren Vater Charlie, einen professionellen Pokerspieler, auf. Ihre Mutter hat zahlreiche Liebhaber. Lidda empfindet das Leben in ihrer Stadt als langweilig. Sie wird volljährig und reist nach Las Vegas, um ihren Vater zu suchen. Unterwegs lernt sie Colonel kennen, einen Angestellten in einer Videothek. Colonel verliebt sich in Doyles und hilft ihr bei der Suche.
Währenddessen kehrt Charlie nach einer Abwesenheit nach Las Vegas zurück und plant ein Pokerspiel gegen Tony DeCarlo, seinen alten Feind. Die Männer wurden zu Feinden wegen einer Frau. DeCarlo engagiert einen Auftragsmörder.

## Kritiken
Ryan Cracknell schrieb im Apollo Movie Guide, der Film sei ein „Inbegriff verschwendeter Talente“. Bei der Beteiligung des „Bald-Superstars“ Kirsten Dunst, des früher für einen Oscar nominierten James Caan und „eines der besten Nebendarsteller“ Luis Guzmán könne man etwas wenigstens „entfernt unterhaltendes“ erwarten. Die Handlung sei jedoch „lau“ und dem Film fehle ein Herz. „Schwache“ Dialoge würden weitgehend die Handlung ersetzen.

## Auszeichnungen
James Caan wurde im Jahr 2001 als Bester Nebendarsteller für den DVD Exclusive Award (Video Premiere Award) nominiert.

## Hintergründe
Der Film wurde in Las Vegas und in Los Angeles gedreht. Seine Produktionskosten betrugen schätzungsweise 12 Millionen US-Dollar. Die Weltpremiere fand am 4. August 2000 auf dem Hollywood Film Festival statt.